# Insulele Sub Vânt

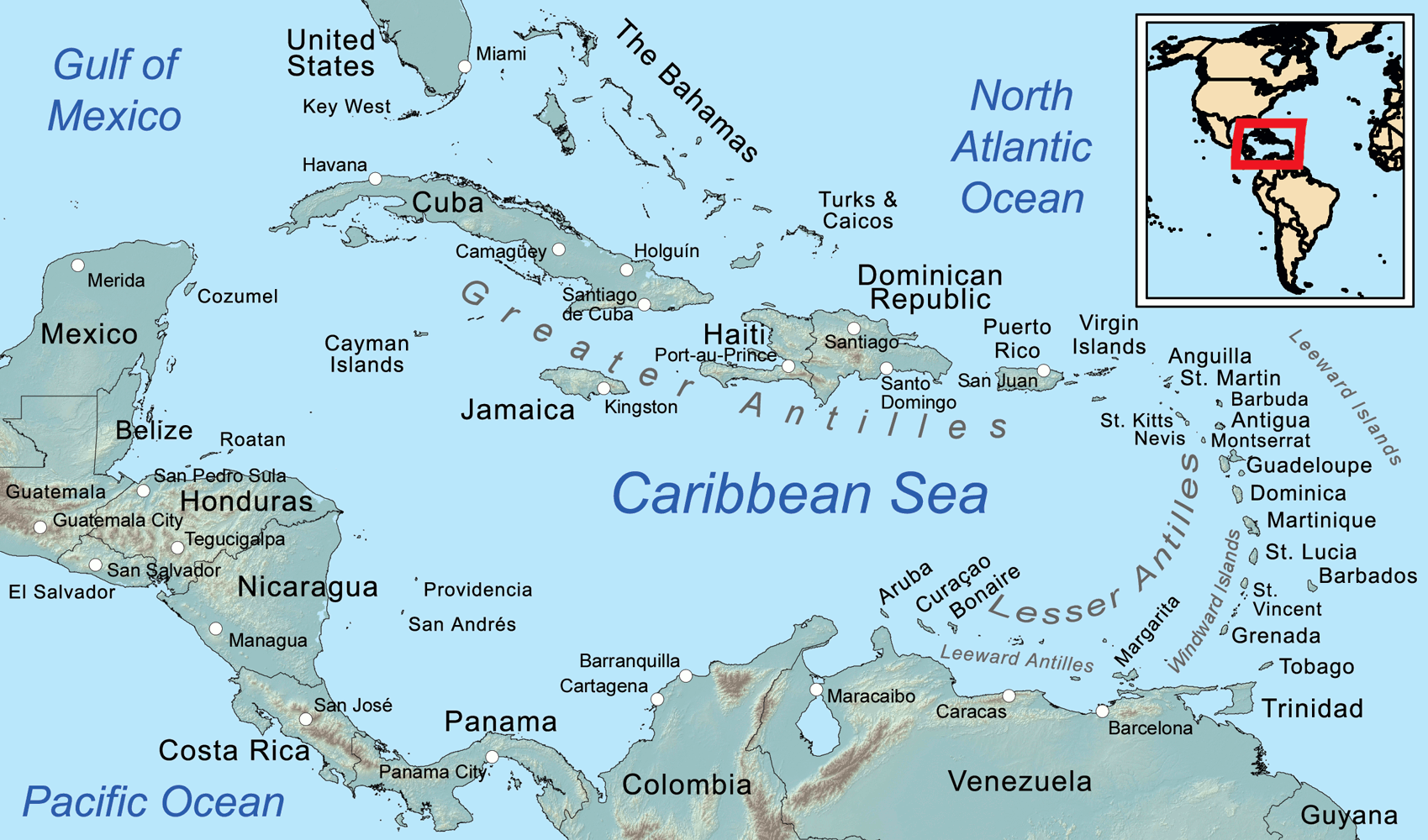
Insulele Sub Vânt sunt marcate pe hartă în mijloc, în partea dreaptă.

Insulele Sub Vânt (Insulele Leeward) sunt un grup de insule situat acolo unde se întâlnește Marea Caraibelor cu Oceanul Atlantic și se referă la partea de nord a insulelor Antilele Mici. Mai precis ele încep cu Insulele Virgine la est de Puerto Rico și sfârșesc la insula Dominica.
Partea mai sudică a acestui lanț, începând cu Martinica, este numită Insulele În Vânt (Insulele Windward).

## Originea numelui

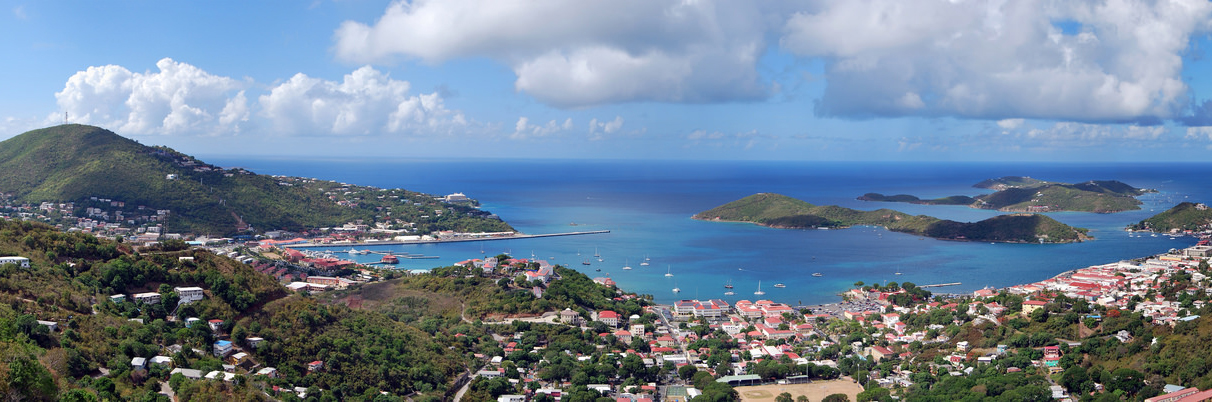
Orașul Charlotte Amalie, Insula Saint Thomas, Insulele Virgine, SUA

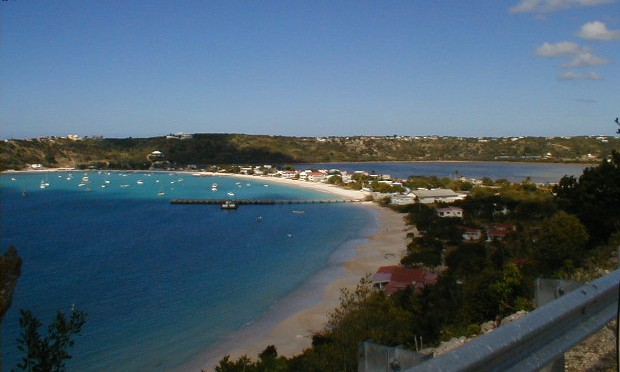
Cu vedere spre Sandy Ground, Anguilla

Numele acestui grup de insule, Insulele Leeward, datează din secolele anterioare, când navele cu vele au fost singura formă de transport peste Oceanul Atlantic. În terminologia de navigație, "windward" înseamnă spre sursa de vânt, în timp ce "leeward" este direcția opusă. În Indiile de Vest, vânturile predominante, cunoscute sub numele de trade winds, suflau dinspre sud-est.

## Geografie
Insulele sunt afectate de vulcanism  activ și notabile erupții au avut loc în Montserrat în 1990 și în 2009-2010.

## Lista Insulelor Sub Vânt
De la nord-vest la sud-est, aceste insule sunt:
- Insulele Virgine Portoricane: Vieques, Culebra (S.U.A.)
- Insulele Virgine Americane: St. Thomas, St. John, St. Croix, Water Island (S.U.A.)
- Insulele Virgine Britanice: Jost Van Dyke, Tortola, Virgin Gorda, Anegada (Marea Britanie)
- Anguilla (Marea Britanie)
- Saint Martin/Sint Maarten (Franța/Olanda)
- Saint-Barthélemy (Franța)
- Saba (Olanda)
- Sint Eustatius (Olanda)
- Antigua și Barbuda: Antigua, Barbuda, Redonda (Commonwealth)
- Montserrat (Marea Britanie)
- Guadeloupe (Franța, overseas departamentul de peste mări)
- La Désirade (dependență  Guadelupa, Franța)
- Îles des Saintes (Insula Sfintelor)(dependență  Guadelupa, Franța)
- Marie-Galante (dependență  Guadelupa, Franța)
- Dominica (Commonwealth)

## A se vedea, de asemenea,
- Antile
- Insulele Britanice Sub Vânt
- Antilele Sub Vânt
- Insulele În Vânt

## Link-uri externe
- Biblioteca digitală Caraibelor - dloc.org: "Monitorul de Insulele Leeward " —
- Biblioteca digitală a Caraibelor-dloc.org: "Monitorul de Antigua, Montserrat și Insulele Virgine"